# Англо-испанска война (1585 – 1604)
Англо-испанската война от 1585 – 1604 конфликт между Кралство Испания и Кралство Англия, като не е обявена официално война. Войната представлява серия от битки през голям период от време, като започва с неуспешна английска експедиция под командването на Граф Ланкастър в Испанска Нидерландия да помогне на холандското въстание срещу Испания.
Първоначално англичаните постигат успехи в Кадис през 1587 г. и срещу Испанската армада през 1588, но губят инициативата след разгрома на Английската Армада при Ла Коруня и Лисабон. Испанците изпращат още две армади срещу Англия, но те са затруднени от лошото време и бурите и не достигат целта си.
През следващото десетилетие, Испания засилва флотата си и успешно защитава морските пътища за доставяне на ценни метали от Америка. Англия губи повечето битки, а войната продължава без победител в католическа Ирландия. След смъртта на Елизабет I, големите финансови затруднения принуждават новият английски крал, шотландеца Джеймс I, да потърси преговори с Фелипе III през 1604. Испания и Англия се съгласяват да прекратят военните си интервенции съответно в Ирландия и Нидерландия, а англичаните са принудени да отрекат пиратството. Договорът е изгоден за Испания, която укрепва все още нестабилната си империя в Америка и затваря пътищата за морска търговия на Англия с Америка за десетилетия. Испания продължава да бъде водеща сила в Европа до поражението си във Френско-испанската война през 1659. Англо-испанската война е силен удар по съкровищниците на двете страни.

## Причини
През 60-те години на 16 век, кралят на Испания Фелипе II се опитва да осуети английската политика по религиозни и икономически причини. Протестантската кралица на Англия Елизабет I предпиема анти-католическа политика и прави присъствието на службите на англиканската църква задължително и вкарва католиците в затвора. Освен това, англичаните подпомагат протестантите в Нидерландия, които са враждебно настроени към испанското правителство.
Засилват се действията на английските пирати в Испанска Америка и Атлантическия океан, които испанците с право смятат, че се подпомагат от английската корона. Английската транс-атлантическа търговия с роби, започната от Джон Хокинс през 1562 г. придобива кралската подкрепа, въпреки че испанското правителство се оплаква от неправомерните му действия.
През 1568 експедиция под ръководството на Хокинс и Франсис Дрейк е изненадана от испанците при Сан Хуан де Улуа близо до Веракрус, днешно Мексико, като са потопени няколко английски кораба. Това обтяга отношенията между двете страни и англичаните няколко пъти задържат испански кораби със заплати на войските в Нидерландия по време на престоя им в английски пристанища. Дрейк и Хокинс продължават действията си с цел да унищожат испанския монопол в атлантическата търговия.

## Избухване
Войната избухва през 1585 г. Дрейк отплава към Западните Индии и ограбва Санто Доминго, Картахена де Индиас и Сан Августин във Флорида. Англия се присъединява към Осемдесетгодишната война на страната на протестантските холандски Съединени провинции под ръководството на Вилхелм Орански във въстанието им срещу Испания. Фелипе II планира нападение над Англия, но плановете му се отлагат след като Франсис Дрейк опожарява 37 кораба в пристанището на Кадис през 1587.
През същата година екзекуцията на Мария Стюарт на 8 февруари разгневява католиците в цяла Европа, а нейните претенции към английския трон преминават, според желанието ѝ, у Фелипе II. На 29 юли, той получава разрешение от папа Сикст V да свали Елизабет, която е отлъчена от църквата от папа Пий V, и да постави когото сметне за добре на английския трон.

## Военни действия

### Експедиция на Дрейк през 1587
През 1587 Франсис Дрейк, начело на голяма английска флота, се отправя към испанските брегове. Влиза в сражение с корабите в Лисабон, след това прави десанти в Алгарв, като разрушава някои малки крепости. При неочаквано нападение над Кадиския залив, едно от главните испански пристанища, англичаните подпалват десетки закотвени кораби, а след това успяват да пленят португалска карака, носеща богатства от Индия при Азорските острови. Тези действия са една от причините за забавянето на испанската армада.

### Испанската армада
Фелипе II взема решение за нападение над Англия и възвръщането ѝ към католицизма. В Нидерландия е подготвена 30 000 хилядна--91.92.230.114 09:25, 4 ноември 2011 (UTC) сухопътна армия под ръководството на Пармския херцог, която трябва да бъде транспортирана през Па дьо Кале и да превземе Лондон. Подготвя се огромна армада от всички пристанища в страната, но финансови затруднения и смъртта на Алваро де Басан, маркиз де Санта Круз на 9 февруари 1588, забавят отплаването на флота. На мястото на прочутия адмирал, който през 1582 разбива обединена флота от френски, португалски, холандски и английски кораби в битката при остров Терсейра, е назначен офицерът от сухопътната армия, Херцог Медина-Сидония.
Англичаните припряно готвят ответни мерки – мобилизирани са множество търговски съдове в Плимут под ръководството на Франсис Фрейк и Чарлс Хауърт; договорени са общи действия с флотата на холандските бунтовници, в цяла Южна Англия се приготвят земни укрепления и страната е в готовност за мобилизация на над 100 000 души около Лондон.
Испанската армада отплава от Лисабон на 28 май 1588. Поради лошото време и някои инциденти, армадата достига анлийския бряг на 19 юли. Първият сблъсък между двете флоти пред Плимут завършва без резултат – испанците плават непробиваем строй под формата на полумесец, който англичаните не смеят да нападнат, а от друга страна, испанските кораби са твърде бавни, за да принудят англичаните да влязат в бой. През следващата седмица, двете флоти плават успоредно на изток по Ла Манш, с две малки сражения без загуби. При Дюнкерк, англичаните правят атака с брандери, кораби напълнени с експлозиви, но въпреки че не успяват да потопят нито един кораб, испанците развалят бойния си строй и при Гравелин става най-голямото сражение между двете флоти, при което и двете страни нямат загубени кораби и дават няколкостотин убити. Много испански кораби, обаче, са повредени и поради опасността от холандските кораби на изток, Медина Сидония взема решение за оттегляне към Испания, като заобиколят Британските острови от север. Планът за прехвърляне на армията на Пармския херцог се проваля и англичаните получават необходимата глътка въздух. По пътя към дома, испанската армада попада на няколко тежки бури край бреговете на Шотландия и Ирландия и губи около 60 кораба. Когато Фелипе II научава новините, той казва: „Изпратих армадата срещу хора, а не срещу ветровете и вълните на Бог“.

## Последици
Около 15 000 испански войници и моряци загиват, най-вече поради бурите, а 5000 от тях загиват в Ирландия. Англичаните губят между 6 и 8000 души, главно поради болести и глад. Англичаните не плащат на своите хора, което силно увеличава загубите, докато испанското правителство подпомага оцелелите.